# Nobuhiko Matsugi
Nobuhiko Matsugi (japanisch 真継 伸彦, Matsugi Nobuhiko; geboren 18. März 1932 in Kyōto; gestorben 22. August 2016) war ein japanischer Schriftsteller.

## Leben und Wirken
Nobuhiko Matsugi absolvierter ein Studium an der Universität Kyōto im Fach Germanistik, wobei Rilke sein Spezialgebiet war. Er wanderte als junger Mann oft gedankenversunken durch die Berge von Omine (大峰山) in der Präfektur Nara, wandte sich Buddhismus zu und begann sich mit dessen Sichtweise auf Leben und Tod zu befassen. In den 1950er Jahren nahm er aktiv an der Studentenbewegung teil mit dem Ziel, eine gewaltfreie Antikriegsideologie zu etablieren, was innerhalb der damaligen revolutionären Bewegung schwierig war.
Als Hochschullehrer und während anderer Tätigkeiten veröffentlichte er Romane in Magazinen literarischer Zirkel. 1963 gewann er den „Literaturpreis“ für „Same“ (鮫) – „Der Haifisch“, ein Werk, das sich mit dem Thema Sünde und Erlösung im Glauben der Jōdo-Shinshū-Glaubensrichtung des Buddhismus befasst. In dem Werk „Hikaru koe“ (光る声) – „Leuchtende Stimme“1966 zeigte er die ideologische Aufruhr japanischer Intellektueller und den Zusammenbruch von Parteizellen, Vorgänge, die durch den Ungarischen Volksaufstand ausgelöst worden waren. Weiter schilderte er in der Nachfolge des „Same“ in „Mumyō“ (無明) – etwa „Geistige Dunkelheit“ 1969 den Selbsterkenntnisprozess von Gläubigen, die in Unwissenheit leben und keine Erlösung finden. In dem Zusammenhang beschäftigte er sich intensiv mit dem Problem von Sünde und Erlösung.
1969 beteiligte Matsugi sich an dem Magazins „Weekly Ampo“, in dem er den Universitätskampf, Yukio Mishimas Kulturtheorie und die Kaisersystemtheorie kritisierte. Mit Makoto Oda, Takeshi Kaikō, Shō Shibata, Kazumi Takahashi und anderen startete er das vierteljährlich erscheinende Magazin „Ningen toshite“ (人間として) – „Als Mensch“ und beschäftigte sich damit, was Menschen in Bezug auf Literatur, Umwelt, Diskriminierung und andere Themen tun sollten und was nicht. Einzelbeiträge waren u. a. „Jiyū to bunka – Mishima Yukio hihan“ (自由と文化――三島由紀夫批判) – „Freiheit und Kultur – Kritik an Yukio Mishima“ und „Ringo no shita no kao“ (林檎の下の顔) – „Ein Gesicht unter dem Apfelbaum“. Zu den zahlreichen Werken, die sich auf die eigene Existenz beziehen, gehören u. a. „Shisha e no tegami“ (死者への手紙) – „Briefe an einen Toten“ 1953, „Waga hakumei no toki“ (わが薄明の時) – „Meine Zeit im Zwielicht“ 1973, „Aozora“ (青空) – „Blauer Himmel“ 1983.
Matsugi war Professor an der Himeji-Dokkyō-Universität (姫路獨協大学). Er wurde vor seiner Pensionierung entlassen, konnte aber mit einer Klage 2005 die Wiedereinstellung erreichen.